# Khamzat Chimaev
Khamzat Khizarovich Chimaev (Gvardeyskoye, 1 de maio de 1994) é um lutador profissional russo-emiradense de artes marciais mistas (MMA) e luta livre olímpica que atualmente compete na categoria peso-médio do Ultimate Fighting Championship (UFC), onde é o atual campeão peso-médio do UFC. Na luta livre, Chimaev é tricampeão nacional sueco. Em 19 de agosto de 2025, ele era o 4º no ranking peso por peso masculino do UFC.

## Biografia e início carreira
Khamzat Khizarovich Chimaev nasceu em 1 de maio de 1994, em uma família chechena. em Gvardeyskoye, República da Chechênia, Rússia, em uma família chechena muçulmana, pobre e conservadora. Ele começou a praticar luta amadora aos cinco anos na vila de Gvardeyskoye. Foi relatado que ele ganhou uma medalha de bronze no Campeonato Nacional Russo na categoria júnior. Em 2013, aos 18 anos, ele emigrou para a Suécia com sua mãe, juntando-se ao seu irmão mais velho. No entanto, apesar de viver na Suécia por anos, Khamzat nunca adquiriu a cidadania sueca, mantendo sua cidadania russa. Em 2023, Khamzat mudou-se para os Emirados Árabes Unidos.

## Carreira nos esportes de combate

### Wrestling
Depois de se mudar para a Suécia, Chimaev lutou em vários clubes, incluindo o BK Athén. Considerado um dos melhores lutadores de luta livre do país, Chimaev ganhou uma medalha de ouro no Campeonato Nacional Sueco de Luta Livre de 2016 e 2017 na categoria de 86 quilos, e em 2018 fez o mesmo na categoria de 92 quilos. Chimaev teve uma série de performances dominantes no torneio, registrando um cartel geral de 12–0, que inclui três finalizações, sete vitórias por superioridade técnica e detém uma pontuação combinada de 105 pontos, sofrendo apenas dois pontos, em todos os seus três confrontos. Chimaev competiu em alguns torneios de judô e em quatro lutas de sambo.
Chimaev competiu contra o também lutador do UFC Jack Hermansson em uma luta de luta livre em 19 de novembro de 2021, no evento sueco Bulldog Fight Night 9, vencendo por pontos.

### Carreira nas artes marciais mistas
Chimaev começou a treinar MMA aos 23 anos. Ele treinou na Allstars Training Center em Estocolmo, junto com o tricampeão desafiante ao cinturão peso-meio-pesado do UFC Alexander Gustafsson, Ilir Latifi e Reza Madadi, entre outros. Gustafsson (um de seus principais parceiros de treino) disse a um repórter sueco que Chimaev era um dos melhores lutadores com quem já havia treinado, durante uma coletiva de imprensa em junho de 2019.

#### Início de carreira
Em uma entrevista à ESPN, Chimaev afirmou que se inspirou para começar a treinar MMA durante uma noite no trabalho, onde tirou uma pausa de 15 minutos para assistir à luta principal do UFC 194 entre Aldo vs. McGregor. Chimaev declarou: "Eu estava assistindo à luta dele [McGregor]. Eu o estava vendo lutar contra Aldo. Eu estava sentado à noite e trabalhando. Tirei um descanso de 15 minutos e assisti à sua luta. Eu sempre olho para isso pensando que, se os caras ganham tanto dinheiro, como milhões e essas coisas, por que eu não posso fazer isso agora? Sou um lutador, sou um guerreiro e tenho algo especial dentro de mim. Eu tinha que encontrar um caminho e colocar isso para fora para mostrar às pessoas."
Entre setembro de 2017 e abril de 2018, Chimaev teve três lutas amadoras de MMA. A primeira delas foi contra o futuro campeão mundial da IMMAF, Khaled Laallam, a quem ele derrotou por finalização no segundo round. Ele venceu suas duas lutas amadoras seguintes, uma por finalização e outra por nocaute técnico, completando sua carreira amadora com um cartel de 3–0.
Chimaev se profissionalizou em 26 de maio de 2018, no International Ring Fight Arena 14, contra Gard Olve Sagen. Ele venceu a luta por nocaute técnico no segundo round. A luta seguinte de Chimaev ocorreu em 18 de agosto de 2018, contra Ole Magnor no Fight Club Rush 3. Ele venceu por finalização com um mata-leão no final do primeiro round.

#### Brave Combat Federation
Após ter suas duas primeiras lutas profissionais na Suécia, Chimaev assinou com a organização do Oriente Médio, Brave Combat Federation. Ele estava agendado para fazer sua estreia na promoção contra Benjamin Bennett em 16 de novembro de 2018, no Brave CF 18. No entanto, Bennett se retirou da luta e foi substituído pelo prospecto invicto Marko Kisič. Chimaev venceu a luta por nocaute técnico no primeiro round após derrubar seu oponente com uma mão esquerda.
Chimaev teve uma rápida reviravolta para sua próxima luta quando enfrentou Sidney Wheeler com pouco tempo de aviso em 22 de dezembro de 2018, no Brave CF 20, substituindo o lesionado Leon Aliu. Ele venceu a luta por nocaute técnico aos 35 segundos do primeiro round.
Ele então lutou contra Ikram Aliskerov em 19 de abril de 2019, no Brave CF 23. Esta foi a estreia de Chimaev no peso-meio-médio. Ele venceu a luta por nocaute após acertar um uppercut no primeiro round. Esta performance lhe rendeu o prêmio de Nocaute da Noite do Brave.
Sua quarta luta na promoção foi contra Mzwandile Hlongwa em 4 de outubro de 2019, no Brave CF 27. Chimaev venceu a luta por finalização no segundo round.
Chimaev estava agendado para desafiar Jarrah Al-Selawe pelo Cinturão Meio-Médio do BCF em 18 de abril de 2020, no Brave CF 37, que seria o primeiro evento da promoção na cidade natal de Chimaev, Estocolmo, na Suécia. No entanto, o evento foi adiado devido à pandemia de COVID-19 e o confronto foi cancelado por completo quando Chimaev assinou com o UFC.

#### 2020
Chimaev fez sua estreia na promoção em uma luta no peso-médio contra John Phillips, substituindo Duško Todorović, em 16 de julho de 2020, no UFC on ESPN: Kattar vs. Ige. Ele venceu a luta por finalização no segundo round. Esta vitória lhe rendeu o prêmio de Performance da Noite.
Dez dias após a luta contra Phillips, Chimaev enfrentou o estreante na promoção Rhys McKee no peso-meio-médio em 25 de julho de 2020, no UFC on ESPN: Whittaker vs. Till. Ele venceu a luta por nocaute técnico no primeiro round. Ele ganhou seu segundo prêmio de Performance da Noite. Esta vitória também marcou um novo recorde no UFC para as vitórias consecutivas mais rápidas na história moderna do UFC (dez dias), embora o recorde oficial do UFC ainda seja de Royce Gracie, que conquistou quatro vitórias consecutivas em uma única noite no UFC 2.
Foi relatado em 6 de setembro de 2020 que Chimaev teria outra luta rápida, pois foi agendado para enfrentar Gerald Meerschaert em 19 de setembro de 2020, no UFC Fight Night: Covington vs. Woodley. Ele venceu a luta contra Meerschaert por nocaute em apenas 17 segundos do primeiro round. Esta vitória lhe rendeu seu terceiro prêmio consecutivo de Performance da Noite. Isso também lhe rendeu um novo recorde, pois foi a mais rápida sequência de três vitórias na história moderna do UFC (66 dias).
Chimaev estava agendado para enfrentar Leon Edwards na luta principal do UFC Fight Night: Thompson vs. Neal em 19 de dezembro de 2020. Nesse ínterim, Chimaev foi adicionado aos rankings do peso-meio-médio do UFC, entrando em 15º lugar. Em 29 de novembro, foi anunciado que Chimaev testou positivo para COVID-19, e a luta foi declarada em risco. Em 1 de dezembro, Edwards também testou positivo para COVID-19 e a luta foi subsequentemente adiada. Em 22 de dezembro, foi anunciado que a luta foi remarcada para 20 de janeiro de 2021, no UFC Fight Night: Blaydes vs. Lewis. Subsequentemente, Chimaev se retirou da luta em 29 de dezembro devido à sua própria recuperação da COVID-19. Como resultado, a luta foi momentaneamente cancelada. A dupla foi remarcada mais uma vez para a luta principal do UFC Fight Night: Edwards vs. Muhammad em 13 de março. No entanto, em 11 de fevereiro, o presidente do UFC, Dana White, anunciou que a luta foi novamente cancelada devido a Chimaev sofrer com os efeitos prolongados da COVID-19.

#### 2021
Em 1 de março de 2021, ele anunciou no Instagram que estava se aposentando do esporte devido a complicações pulmonares causadas pela COVID-19. Dana White mais tarde veio a público e disse que Chimaev não estava aposentado e estava apenas emocionado após sentir os efeitos da prednisona em seus pulmões durante uma sessão de treinamento.
Chimaev retornou para enfrentar Li Jingliang em 30 de outubro de 2021, no UFC 267. Ele venceu a luta por finalização técnica, deixando Li inconsciente com um mata-leão no primeiro round. Esta vitória lhe rendeu seu quarto prêmio consecutivo de Performance da Noite.

#### 2022
Chimaev enfrentou Gilbert Burns no UFC 273 em 9 de abril de 2022. Chimaev venceu a luta por decisão unânime, a primeira vitória por decisão de sua carreira. A luta recebeu o prêmio de Luta da Noite. A luta também lhe rendeu o primeiro lugar no prêmio Bônus dos Fãs da Crypto.com.
Chimaev estava agendado para enfrentar Nate Diaz em 10 de setembro de 2022, na luta principal do UFC 279. Na pesagem, Chimaev pesou 178,5 libras (80,9 kg), sete libras e meia acima do limite do peso-meio-médio para lutas sem cinturão. Como resultado de não bater o peso, Chimaev foi removido de sua luta principal com Diaz e, em vez disso, enfrentou Kevin Holland no co-evento principal em uma luta de peso casado de 180 libras (81,6 kg). Holland já estava escalado para uma luta de peso casado de 180 libras contra Daniel Rodriguez no mesmo card. Chimaev venceu a luta por estrangulamento D'Arce no primeiro round.

#### 2023
Após um ano afastado, Chimaev retornou ao peso-médio em 21 de outubro de 2023, no UFC 294. Chimaev estava originalmente agendado para lutar contra o ex-desafiante ao cinturão dos médios Paulo Costa. No entanto, devido a uma cirurgia que forçou Costa a se retirar da luta, Chimaev enfrentou o ex-campeão peso-meio-médio do UFC Kamaru Usman. Ele venceu a luta por decisão majoritária.

#### 2024
Chimaev estava agendado para enfrentar o ex-campeão peso-médio do UFC Robert Whittaker em 22 de junho de 2024, no UFC on ABC: Whittaker vs. Aliskerov. No entanto, ele foi forçado a se retirar do confronto devido a uma doença e foi substituído por Ikram Aliskerov.
Chimaev acabou enfrentando Robert Whittaker em 26 de outubro de 2024, no UFC 308. Ele venceu a luta por finalização com uma chave de pescoço no primeiro round, resultando em uma mandíbula deslocada em Whittaker. Esta luta lhe rendeu outro prêmio de Performance da Noite.

### Campeão Peso-Médio do UFC

#### 2025
Chimaev enfrentou Dricus du Plessis pelo cinturão peso-médio do UFC em 16 de agosto de 2025, no UFC 319.  Ele ganhou o título por decisão unânime. Esta vitória rendeu a Chimaev seu sexto prêmio de Performance da Noite.

## Treinamento
Chimaev treina na Allstar Training Center em Estocolmo, Suécia, desde os 23 anos de idade. Ele se mudou para lá para iniciar sua carreira no MMA em 2017, depois de ter morado anteriormente em outra cidade sueca, Kalmar, onde treinava no clube de wrestling local. Chimaev continua a treinar ao lado de lutadores e ex-lutadores do UFC como Alexander Gustafsson, Ilir Latifi e Reza Madadi, sendo este último seu treinador principal.
Em 2022, Chimaev e o desafiante ao cinturão do UFC Darren Till entraram em contato para treinar juntos, com Till chegando a Estocolmo em fevereiro, e desde então treinam na Allstars Training Center e gravam conteúdo para o YouTube e Blockasset.
Em uma entrevista, Chimaev revelou que treina até cinco vezes por dia no auge dos camps de treinamento, e de duas a três vezes quando não tem lutas agendadas.

## Estilo de luta
Chimaev frequentemente utiliza sua luta livre em suas lutas para levar seus oponentes ao chão. Uma vez que está no controle por cima, ele emprega diferentes técnicas para controlar seus oponentes e aplicar um ground-and-pound pesado ou buscar finalizações, enquanto força seu peso sobre eles. Seu grappling é frequentemente comparado ao de Khabib Nurmagomedov, devido às semelhanças das técnicas, como a pegada "algema" (handcuff lock) e o uso de ganchos com as pernas. Em relação a golpes, Chimaev conectou 192 contra 2 em suas duas primeiras lutas no UFC utilizando esta estratégia. Chimaev também provou sua eficácia no circuito regional, com uma vitória rápida sobre o ex-bicampeão de wrestling da GHSA, Sidney Wheeler, após derrubá-lo com uma rasteira externa.
Além de suas habilidades de grappling, Chimaev também utiliza a trocação em seus combates. Embora sua trocação ainda seja relativamente desconhecida e não testada, ela envolve um grande poder de nocaute partindo da base ortodoxa, enquanto utiliza o boxe básico e varia com chutes. Ele também usa seu wrestling para preparar seus golpes, fintando diferentes quedas, e vice-versa. Usando sua trocação, Chimaev foi capaz de nocautear o veterano do UFC Gerald Meerschaert em 17 segundos com um único soco. Ele já havia usado isso para derrubar oponentes no circuito regional, incluindo o ex-campeão mundial de sambo de combate Ikram Aliskerov.

## Vida pessoal
Khamzat tem uma cicatriz notável no lábio, que ele adquiriu aos dois anos de idade quando caiu em uma escada de concreto, o que o deixou incapaz de respirar corretamente por uma narina.
Antes de começar a competir profissionalmente, ele trabalhou em uma fábrica de avicultura em Kalmar e também fez trabalhos de segurança.
Khamzat tem um irmão mais velho chamado Artur, que compete em luta livre.
Chimaev contraiu COVID-19 em dezembro de 2020 e sofreu com sintomas persistentes que exigiram múltiplas hospitalizações e o cancelamento de uma luta agendada contra Leon Edwards.
Chimaev é próximo dos também lutadores de artes marciais mistas Darren Till e Jack Hermansson.
Chimaev recebeu a cidadania dos Emirados Árabes Unidos em janeiro de 2025.

### Associação com Ramzan Kadyrov
Chimaev é próximo do líder checheno Ramzan Kadyrov. Kadyrov presenteou Chimaev com um Mercedes-Benz, que ele bateu meses depois. Kadyrov também teria convencido Chimaev a não se aposentar em março de 2021 e a voltar para a Chechênia, o que gerou especulações na mídia sobre se Chimaev teria sido forçado a fazê-lo. Chimaev fez sparring com Kadyrov e apareceu em várias sessões de fotos com ele. Em 2022, Chimaev começou a treinar os dois filhos adolescentes de Kadyrov, Zelimkhan (Ali) e Adam. Ele esteve no córner de Ali em sua estreia profissional no MMA, no ACA 150 em dezembro, o acompanhou ao UFC 280 em Abu Dhabi e o levou para treinar na Tiger Muay Thai na Tailândia.
Chimaev esteve presente durante uma transmissão ao vivo na qual Kadyrov ameaçou matar um menor que criticou seu governo repressivo. Em março de 2022, dissidentes chechenos criticaram a contínua associação de Chimaev com Kadyrov devido ao seu governo repressivo na República da Chechênia.
Chimaev se casou em 21 de maio de 2022, na Chechênia, e o casamento contou com a presença de Kadyrov.

## Campeonatos e realizações

### Artes marciais mistas
- Ultimate Fighting Championship
  -  Campeão Peso-Médio do UFC (Uma vez, atual)[98]
    - Empatado com (Demetrious Johnson) pelo terceiro maior número de quedas aplicadas em uma luta pelo cinturão do UFC (12 vs. Dricus du Plessis).[131]

  - Luta da Noite (Uma vez) vs. Gilbert Burns[84]
  - Performance da Noite (Seis vezes) vs. John Phillips, Rhys McKee, Gerald Meerschaert, Li Jingliang, Robert Whittaker e Dricus du Plessis[52][56][61][81][96][99]
  - Recorde de vitórias consecutivas mais rápidas na história moderna do UFC (10 dias)[132]
  - Recorde de sequência de três vitórias mais rápida na história moderna do UFC (66 dias)[133][134]
  - Segundo maior tempo de controle em uma luta do UFC (21:40 vs. Dricus du Plessis)[135]
  - Possui vitórias sobre três ex-campeões do UFC — vs. Kamaru Usman, Robert Whittaker e Dricus du Plessis
  - Recordes de Golpes no UFC
    - Maior número de golpes totais conectados em uma luta do UFC (529 vs. Dricus du Plessis)[136]
    - Maior número de golpes totais no chão conectados em uma luta do UFC (517 vs. Dricus du Plessis)[136]
    - Maior número de golpes totais na cabeça conectados em uma luta do UFC (411 vs. Dricus du Plessis)[136]
    - Segundo maior número de golpes totais tentados em uma luta do UFC (567 vs. Dricus du Plessis)[136]

  - Prêmios de Honra do UFC
    - 2020: Vencedor da Estreia do Ano – Escolha dos Fãs vs. John Phillips[137]
    - 2021: Indicado a Finalização do Ano – Escolha dos Fãs vs. Li Jingliang[138]
    - 2022: Vencedor da Luta do Ano – Escolha do Presidente vs. Gilbert Burns[139]
    - 2024: Indicado a Performance do Ano – Escolha do Presidente vs. Robert Whittaker[140]

  - Prêmios do UFC.com
    - 2020: Estreante do Ano,[141] 5º lugar em Lutador do Ano[142] & 5º lugar em Nocaute do Ano vs. Gerald Meerschaert[143]
    - 2021: 9º lugar em Finalização do Ano vs. Li Jingliang[144]
    - 2022: 2º lugar em Luta do Ano vs. Gilbert Burns[145]
    - 2024: Finalização do Ano vs. Robert Whittaker[146]

- Crypto.com
  - Bônus dos Fãs da Noite vs. Gilbert Burns[84]

- Brave Combat Federation
  - Nocaute da Noite (Uma vez) vs. Ikram Aliskerov[147]

- Nordic MMA Awards – MMAviking.com
  - 2018: Prospecto do Ano[148]
  - 2020: Lutador do Ano[149]

- MMAjunkie.com
  - 2020: Nocaute do Mês de Setembro vs. Gerald Meerschaert[150]
  - 2020: Estreante do Ano[151]

- MMA Fighting
  - 2020: "Lutador Revelação do Ano"[152]

- CombatPress.com
  - 2020: "Lutador Revelação do Ano"[153]

- BT Sport
  - 2020: Lutador Revelação do Ano[154]

- BodySlam.net
  - 2024: Finalização do Ano vs. Robert Whittaker[155]

- Yahoo! Sports
  - 2020: Prospecto do Ano[156]

- MMA Mania
  - 2024: Finalização do Ano vs. Robert Whittaker no UFC 308[157]

- Bloody Elbow
  - 2020: Estreante do Ano[158]

### Wrestling
- Federação Sueca de Luta Livre
  - Campeão do Campeonato Sueco de 2018, 92 kg[159]
  - Campeão do Campeonato Sueco de 2016, 86 kg[25]
  - Campeão do Campeonato Solacup de 2016, 86 kg[160]
  - Campeão do Campeonato Hammarslaget de 2015, 86 kg[161]
  - Campeão do Campeonato Sueco de 2015, 86 kg[24]
  - Campeão do Campeonato Lilla Mälarcupen de 2015, 86 kg[162]

## Cartel no MMA
| Cartel no MMA   |             |           |
| 15 lutas        | 15 vitórias | 0 derrota |
| Por nocaute     | 6           | 0         |
| Por finalização | 6           | 0         |
| Por decisão     | 3           | 0         |

| Res.    | Cartel | Oponente           | Método                                       | Evento                                     | Data       | Round | Tempo | Local                  | Notas |
| ------- | ------ | ------------------ | -------------------------------------------- | ------------------------------------------ | ---------- | ----- | ----- | ---------------------- | --- |
| Vitória | 15–0   | Dricus du Plessis  | Decisão (unânime)                            | UFC 319: du Plessis vs. Chimaev            | 16/08/2025 | 5     | 5:00  | Chicago, Illinois      | Ganhou o Cinturão Peso Médio do UFC. Performance da Noite.                                                    |
| Vitória | 14–0   | Robert Whittaker   | Finalização (chave de pescoço)               | UFC 308: Topuria vs. Holloway              | 26/10/2024 | 1     | 3:34  | Abu Dhabi              | Performance da Noite.                                                                                         |
| Vitória | 13–0   | Kamaru Usman       | Decisão (majoritária)                        | UFC 294: Makhachev vs. Volkanovski 2       | 21/10/2023 | 3     | 5:00  | Abu Dhabi              | Retorno ao peso-médio.                                                                                        |
| Vitória | 12–0   | Kevin Holland      | Finalização (estrangulamento d'arce)         | UFC 279: Diaz vs. Ferguson                 | 10/09/2022 | 1     | 2:13  | Las Vegas, Nevada      | Luta em peso casado (81,6 kg).                                                                                |
| Vitória | 11–0   | Gilbert Burns      | Decisão (unânime)                            | UFC 273: Volkanovski vs. The Korean Zombie | 09/04/2022 | 3     | 5:00  | Jacksonville, Flórida  | Luta da Noite.                                                                                                |
| Vitória | 10–0   | Li Jingliang       | Finalização Técnica (mata-leão)              | UFC 267: Błachowicz vs. Teixeira           | 30/10/2021 | 1     | 3:16  | Abu Dhabi              | Performance da Noite.                                                                                         |
| Vitória | 9–0    | Gerald Meerschaert | Nocaute (soco)                               | UFC Fight Night: Covington vs. Woodley     | 19/09/2020 | 1     | 0:17  | Las Vegas, Nevada      | Luta no peso-médio. Performance da Noite.                                                                     |
| Vitória | 8–0    | Rhys McKee         | Nocaute Técnico (socos)                      | UFC on ESPN: Whittaker vs. Till            | 26/07/2020 | 1     | 3:09  | Abu Dhabi              | Quebrou o recorde de virada mais rápida entre vitórias no UFC na era moderna (10 dias). Performance da Noite. |
| Vitória | 7–0    | John Phillips      | Finalização (estrangulamento d'arce)         | UFC on ESPN: Kattar vs. Ige                | 16/07/2020 | 2     | 1:12  | Abu Dhabi              | Luta no peso-médio. Performance da Noite.                                                                     |
| Vitória | 6–0    | Mzwandile Hlongwa  | Finalização Técnica (estrangulamento d'arce) | Brave CF 27                                | 04/10/2019 | 2     | 1:15  | Abu Dhabi              | |
| Vitória | 5–0    | Ikram Aliskerov    | Nocaute (soco)                               | Brave CF 23                                | 19/04/2019 | 1     | 2:26  | Amã                    | Luta em peso casado (81,6 kg). Nocaute da Noite.                                                              |
| Vitória | 4–0    | Sidney Wheeler     | Nocaute Técnico (finalização com socos)      | Brave CF 20                                | 22/12/2018 | 1     | 0:35  | Haiderabade, Telanganá | Luta no peso-médio.                                                                                           |
| Vitória | 3–0    | Marko Kisič        | Nocaute Técnico (socos)                      | Brave CF 18                                | 16/11/2018 | 1     | 3:12  | Manama                 | Estreia no peso-meio-médio.                                                                                   |
| Vitória | 2–0    | Ole Magnor         | Finalização (mata-leão)                      | Fight Club Rush 3                          | 18/08/2018 | 1     | 4:23  | Västerås               | Estreia no peso-médio.                                                                                        |
| Vitória | 1–0    | Gard Olve Sagen    | Nocaute Técnico (socos)                      | International Ring Fight Arena 14          | 26/05/2018 | 2     | 0:05  | Uppsala                | Luta em peso casado (79,8 kg).                                                                                |

## Lutas em pay-per-view
| N. | Evento                          | Data                 | Local         | Cidade            | Vendas de PPV |
| -- | ------------------------------- | -------------------- | ------------- | ----------------- | ------------- |
| 1  | UFC 319: du Plessis vs. Chimaev | 16 de agosto de 2025 | United Center | Chicago, Illinois | Não Divulgado |